# 薩林鎮區 (密歇根州)
薩林鎮區（英語：Saline Township）是位於美國密歇根州沃什特瑙縣的一個行政鎮區。

## 地方資料
薩林鎮區的面積為90.11平方千米，當中陸地面積為89.85平方千米，而水域面積為0.26平方千米。根據2020年美國人口普查的數據，當地共有人口2277人，而人口密度為每平方千米25.27人。